# Gewehr 43
A Gewehr 43 vagy Karabiner 43 (rövidítve G43, K43, Gew 43, Kar 43) egy 7,92 mm űrméretű öntöltő puska volt, melyet a Harmadik Birodalomban fejlesztettek ki a második világháború alatt. A Walther gyártmányú Gewehr 41 módosításával hozták létre, továbbfejlesztett gázrendszer használatával, amely hasonló volt a szovjet gyártmányú Tokarev SZVT–40 öntöltő puskánál alkalmazotthoz.

## Történet
Miután a német hadvezetés szembetalálkozott a szovjetek modern öntöltő puskáival, saját típus kifejlesztését rendelte el. Ennek eredményeképpen jött létre a Gewehr 41, melyből a Walther és a Mauser is megtervezte saját változatát. A Mauser változatot 1941-ben rendszeresítették, ebből legalább 12 755 darabot gyártottak, viszont harci körülmények között megbízhatatlannak bizonyult. A Walther változat jobban teljesített, ám megbízhatósága alulmaradt az elvárásoknak. 1943-ban a Walther egyesítette a Gewehr 41 puskát az új módosított gázrendszerrel, amely nagy mértékben növelte a fegyver teljesítményét. Az új fegyver a Gewehr 43 jelölés alatt került rendszeresítésre, majd 1944-ben átnevezték Karabiner 43-ra. 1943 és 1945 között valamivel több, mint 400 000 darab készült belőle.

## Leírás
1941-ben Németország lerohanta a Szovjetuniót a Barbarossa hadművelet részeként. Nem sokkal a háború kitörése előtt a szovjet Vörös Hadsereg elkezdte újrafegyverezni gyalogságát, kiegészítve régebbi forgó-tolózáras puskáit az új öntöltő SZVT–38 és SZVT–40 puskákkal. Ezek a fegyverek szinte lesokkolták a németeket, akik ezek után felgyorsították a saját öntöltő fegyverük fejlesztését.
Az SZVT sorozat egy egyszerű gázüzemű rendszert alkalmazott, amelyet hamarosan átvett a Walther is saját G41 puskájához, ennek eredményeképpen jött létre a G43. A G43 egyszerűbb, robusztusabb tervezete és mechanizmusa könnyebbé, egyszerűbben gyárthatóvá és sokkal megbízhatóbbá tette a fegyvert a Gewehr 41-hez képest. Az elit német hegyi alakulatok alkalmanként még létrafoknak is befogták a fegyvert. A G41 beépített tölténytárához képest nagy előrelépés volt a G43 10 töltényt befogadó kivehető tölténytára. A tárat felülről a G41-hez hasonlóan újra lehetett tölteni öt töltényes töltőléccel is. A fegyverrel felszerelt katonák általában magukkal vittek egy töltőléces táskát és egy G43-hoz készült tártáskát, melybe kettő darab tölténytár fért. A Gewehr 43 puskát 1943 októberében kezdték gyártani, majd 1944-től Karabiner 43 néven folytatták gyártását. A névváltásra azért volt szükség, mert a fegyver mindössze két centiméterrel volt hosszabb a szabványos Karabiner 98k puskától, így a Gewehr kifejezés (jelentése hosszú puska) nem igazán illett a fegyverre. A Wehrmacht eredetileg minden gránátos századot 19 darab G43 puskával akart felszerelni, melyből tíz darabot távcsővel is ellátnak, viszont ezt a számot nem sikerült elérni.
A háború végéig összesen 402 713 darab puskát gyártottak, ebből legalább 53 435 darab készült mesterlövész puska kivitelben, melyeket Zielfernrohr 43 (ZF 4) jelzésű, négyszeres nagyítású távcsővel láttak el. A fegyvert eredetileg úgy tervezték, hogy fel lehessen rá szerelni a Schiessbecher puskagránátvetőt (a Karabiner 98k puska is alkalmas volt rá) és a Schalldämpfer hangtompítót, de ezek a tartozékok alkalmazhatósága sikertelennek bizonyult a próbák során, így még a sorozatgyártás előtt törölték a tervezetről. A fegyvert szuronnyal sem lehetett felszerelni. A háború után a fegyver a csehszlovák hadsereg hadrendjében szolgált még néhány évig. Ezen kívül a keletnémet határőrség és rendőrség (Volkspolizei) is használta a G43 öntöltő puskát.

## Egyéb adatok
A gyártás során több, kisebb módosítást hajtottak végre a G43 puskán. Nagyobb változtatás nem történt, mikor átálltak a Karabiner jelölésre, leszámítva, hogy a Gewehr szó helyett a Karabiner szót nyomták a fegyver oldalába. A két fegyver sem súlyban, sem hosszban nem különbözik. A háború vége felé ismeretlen számú K43 puskát gyártottak 7,92×33 mm Kurz lőszerhez, és módosították, hogy használni lehessen hozzá az StG 44 gépkarabély tárjait.
Habár a legtöbb G43/K43 puskát ellátták szereléksínnel a távcsövekhez, többségüket távcső nélkül juttatták a gyalogsághoz. A szabványos távcső a négyszeres nagyítású ZF 4 volt. A háború során sokféle változat tűnt fel, melyeket amatőr fegyverkovácsok készítettek. Sok fegyver puskatusáját letörték, mivel a német katonáknak parancsba adták, hogy tegyék használhatatlanná fegyverüket, ha fennállt a fogságba esés lehetősége.

## Fordítás
Ez a szócikk részben vagy egészben  a   Gewehr 43 című angol Wikipédia-szócikk ezen változatának fordításán alapul.  Az eredeti cikk szerkesztőit annak laptörténete sorolja fel. Ez a jelzés csupán a megfogalmazás eredetét és a szerzői jogokat jelzi, nem szolgál a cikkben szereplő információk forrásmegjelöléseként.